# Opius caudisignatus
Opius caudisignatus är en stekelart som beskrevs av Fischer 1979. Opius caudisignatus ingår i släktet Opius och familjen bracksteklar. Inga underarter finns listade i Catalogue of Life.